# Čikan

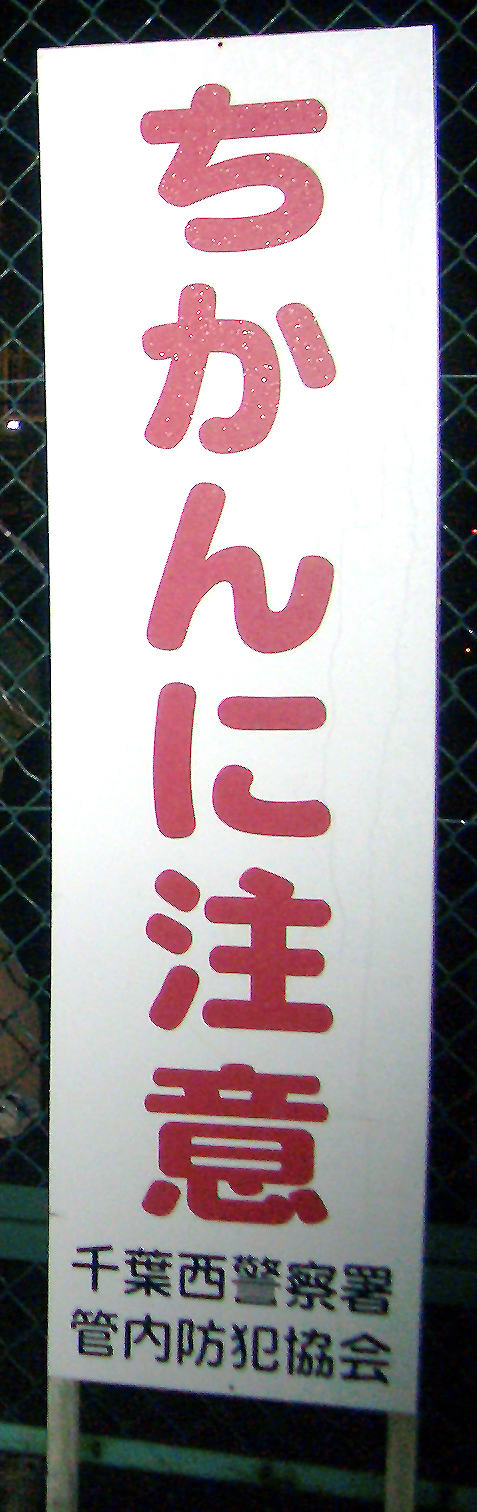
Cedule u parkoviště kol v Čibě, varující před sexuálním obtěžováním.

Čikan (痴漢, チカン, nebo ちかん) je japonský termín označující sexuální obtěžování nebo jiné obscénní chování vůči jiným osobám. Termín je často používán při popisu mužů, kteří využívají přeplněné prostory veřejné dopravy k osahávání lidí, především žen.

## Problematika

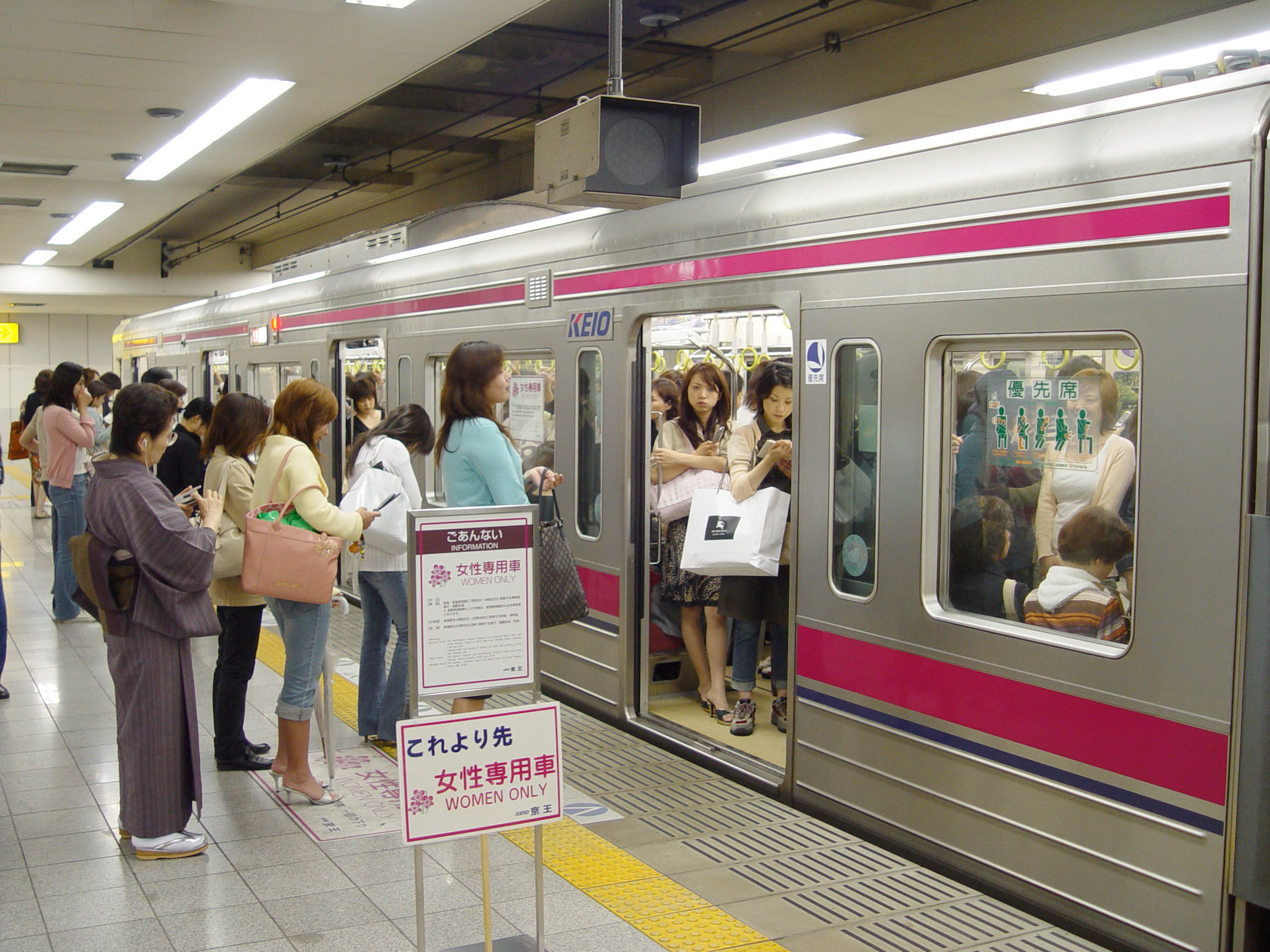
Vůz japonského metra vyhrazený pouze pro ženy

V klinické psychologii je potřeba dotýkat se cizích lidí nazývána jako frotérství. Ačkoli jsou nejčastější obětí hlavně ženy, sexuální predátoři v Japonsku mohou zneužívat i opačné pohlaví a nejen v prostředí hromadné dopravy. Jsou to například parkoviště na kola, kde pachatel čeká dokud se žena nebo muž ohne, aby odemkli zámek na svém kole a poté svou oběť začne zezadu osahávat. Čikan se často objevuje i v japonské pornografii v rámci žánrů zobrazujících nedobrovolný sexuální styk. Některé přepravní společnosti v Japonsku v boji proti sexuálním predátorům vyhradily část vozů pouze pro ženy. V hromadné dopravě v Japonsku je také možné narazit na nápisy jako „Osahávání je trestný čin“ (痴漢は犯罪です). Japonské úřady radí zejména mladým ženám a školačkám, aby byly opatrné a přemýšleli nad tím jaké nosí oblečení. Problémem jsou ovšem předepsané školní uniformy, které značí ideální oběť. Mnohé z japonských žen přiznalo, že obtěžování skončilo, když dostudovaly a přestaly nosit školní uniformu. Podle průzkumu z roku 2016, kterého se účastnilo 10 000 žen ve věku 22 – 44 let, se sexuálním obtěžováním setkala téměř třetina oslovených. Nejčastějším projevem je osahávání, ale jen 40 procent obětí se ozve.

## Reakce
Jajoi Macunaga se poté co byla její dcera osahávána v metru, rozhodla zakročit a založila Organizaci proti osahávání. V metru rozdává letáky a placky čím šíří tak osvětu proti sexuálnímu obtěžování žen. Ačkoli se věc jako placka na batohu zdá banální, většina dívek, které si ji na batoh připevnily, tvrdí že útoky ustaly. Matsunaga zapojila do návrhu motivu placek středoškoláky, žáky uměleckých škol a designéry na volné noze. Mnoho z nich sdělilo, že o tomto problému nikdy nepřemýšleli. Placky byly poté distribuovány skrze policejní služebny a nyní se prodávají online. Zapojením mladých lidí Macunaga věří, že se jí podařilo dosáhnout, aby byl problém zohledňován již v mladém věku. Nádražní policie také pořádá přednášky se středoškoláky, které mají za cíl zvýšit povědomí o problematice, aby dokázali snáze otevřeně o problému mluvit.
I přes tyto iniciativy, experti tvrdí, že japonská společnost zůstává vědomě nevšímavá k faktu, jak širokosáhlý problém je a jak často jsou dívky obtěžovány. Podle feministky a profesorky z univerzity v Čibě, více-prezidentky japonské ústředny neziskové organizace Human Rights Now, Hiroko Goto, jde o japonskou kulturu v níž je mladá dívka vyobrazena jako „poslušná a podřízená“ a také fakt, že japonská společnost je stále velice patriarchální a věří, že by muži měli být nadřízení ženám. Japonské školačky se stávají terčem sexuálních predátorů nejen kvůli svému věku, ale i proto, že představují „symbol zapovězené nevinnosti a čistoty“. Údajně ovšem nejde vždy o sexuálně motivovaný čin, jindy je hnací silou touha dominovat svou oběť, jejíž rozpaky a zmatenost jsou pro útočníka uspokojující. Hiroko Goto také věří, že mnoho Japonců nepovažuje osahávání za trestný čin. Je to i z toho důvodu, že si lidé pod pojem „obtěžování“ představují různé věci, nebo že jde jen o zanedbatelný přestupek jako je osahávání přes oblečení. Podle výpovědí žen, ale sexuální predátoři zacházejí mnohem dál, kdy například sahají ženám pod sukně nebo do spodního prádla, ale existují i závažnější případy, které již hraničí s označením za znásilnění.

### Jiný význam
Termín čikan je často jízlivě používán mezi skalními hráči her v Japonsku pro popis fanoušků konzolových her pro Xbox. Tato nelichotivá přezdívka vznikla v roce 2002, kdy jeden z prvních kupujících v rozhovoru řekl, že si mimo Xbox koupí také hentai hru.